# Amsterdamsche Football Club Ajax 2012-2013
Questa pagina raccoglie i dati riguardanti l'Amsterdamsche Football Club Ajax nelle competizioni ufficiali della stagione 2012-2013.

## Stagione
La stagione si apre con la sconfitta per 4-2 subita contro il PSV Eindhoven nella Johan Cruijff Schaal, mentre in seguito la squadra partecipa alla Champions League. L'Ajax accede direttamente alla fase a gruppi, venendo tuttavia inserito in un girone durissimo: comprende infatti, oltre ai futuri vice-campioni del Borussia Dortmund anche il Real Madrid ed il Manchester City. Vengono comunque conquistati quattro punti (tutti contro gli inglesi) che valgono un onorevole terzo posto. Il cammino prosegue quindi in Europa League, ma si ferma ai sedicesimi in seguito alla sconfitta ai calci di rigore con la Steaua Bucarest. In Coppa d'Olanda la squadra arriva alla semifinale, ma è di nuovo eliminata dall'AZ Alkmaar. Il 5 maggio 2013 l'Ajax vince invece la sua terza Eredivisie consecutiva con un turno di anticipo.

## Maglie e sponsor
| Casa | Trasferta |

## Rosa

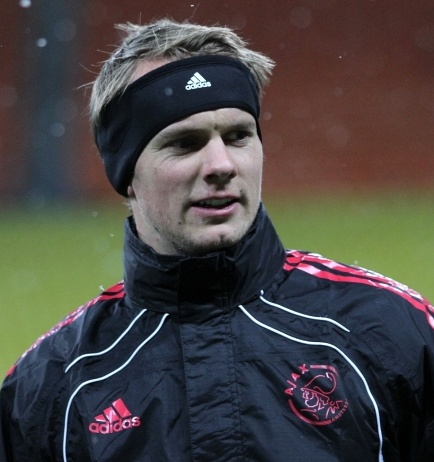
Siem de Jong, miglior marcatore stagionale

| N. |                        | Ruolo | Calciatore           |
| -- | ---------------------- | ----- | -------------------- |
| 1  | Paesi Bassi (bandiera) | P     | Kenneth Vermeer      |
| 2  | Paesi Bassi (bandiera) | D     | Gregory van der Wiel |
| 3  | Belgio (bandiera)      | D     | Toby Alderweireld    |
| 4  | Finlandia (bandiera)   | D     | Niklas Moisander     |
| 5  | Paesi Bassi (bandiera) | C     | Vurnon Anita         |
| 5  | Danimarca (bandiera)   | C     | Christian Poulsen    |
| 6  | Camerun (bandiera)     | C     | Eyong Enoh           |
| 7  | Serbia (bandiera)      | A     | Miralem Sulejmani    |
| 8  | Danimarca (bandiera)   | C     | Christian Eriksen    |
| 9  | Islanda (bandiera)     | A     | Kolbeinn Sigþórsson  |
| 10 | Paesi Bassi (bandiera) | C     | Siem de Jong         |
| 11 | Paesi Bassi (bandiera) | C     | Lorenzo Ebecilio     |
| 15 | Danimarca (bandiera)   | D     | Nicolai Boilesen     |
| 16 | Paesi Bassi (bandiera) | C     | Theo Janssen         |
| 16 | Danimarca (bandiera)   | C     | Lucas Andersen       |
| 17 | Paesi Bassi (bandiera) | D     | Daley Blind          |
| 18 | Paesi Bassi (bandiera) | A     | Davy Klaassen        |
| 19 | Svezia (bandiera)      | A     | Tobias Sana          |

| N. |                        | Ruolo | Calciatore          |  |
| -- | ---------------------- | ----- | ------------------- |  |
| 20 | Danimarca (bandiera)   | C     | Lasse Schøne        |  |
| 21 | Paesi Bassi (bandiera) | A     | Derk Boerrigter     |  |
| 22 | Paesi Bassi (bandiera) | P     | Jasper Cillessen    |  |
| 23 | Armenia (bandiera)     | A     | Aras Özbiliz        |  |
| 23 | Paesi Bassi (bandiera) | A     | Danny Hoesen        |  |
| 24 | Paesi Bassi (bandiera) | D     | Ricardo van Rhijn   |  |
| 25 | Sudafrica (bandiera)   | C     | Thulani Serero      |  |
| 26 | Paesi Bassi (bandiera) | D     | Dico Koppers        |  |
| 27 | Paesi Bassi (bandiera) | A     | Jody Lukoki         |  |
| 29 | Belgio (bandiera)      | C     | Mats Rits           |  |
| 30 | Paesi Bassi (bandiera) | P     | Mickey Van der Hart |  |
| 32 | Paesi Bassi (bandiera) | D     | Ruben Ligeon        |  |
| 33 | Paesi Bassi (bandiera) | D     | Joël Veltman        |  |
| 34 | Paesi Bassi (bandiera) | D     | Stefano Denswil     |  |
| 35 | Paesi Bassi (bandiera) | D     | Mitchell Dijks      |  |
| 39 | Danimarca (bandiera)   | A     | Viktor Fischer      |  |
| 43 | Paesi Bassi (bandiera) | C     | Ilan Boccara        |  |
| 49 | Paesi Bassi (bandiera) | A     | Ryan Babel          |  |

## Risultati

### Champions League

#### Fase a gironi
| Arbitro: | Paolo Tagliavento |

|                 |           |  |
| Lewandowski 87’ | Marcatori |  |

| Arbitro: | Jonas Eriksson |

|               |           |                                    |
| Moisander 56’ | Marcatori | 42’ 79’ 81’ C. Ronaldo 48’ Benzema |

| Arbitro: | Svein Oddvar Moen |

|                                       |           |           |
| de Jong 45’ Moisander 57’ Eriksen 68’ | Marcatori | 22’ Nasri |

| Arbitro: | Peter Rasmussen |

|                        |           |                  |
| Y.Touré 22’ Agüero 74’ | Marcatori | 10’, 17’ de Jong |

| Arbitro: | Pedro Proença |

|            |           |                                        |
| Hoesen 87’ | Marcatori | 8’ Reus 36’ Götze 41’, 67’ Lewandowski |

| Arbitro: | Pavel Královec |

|                                          |           |                |
| C. Ronaldo 13’ Callejón 28’ 88’ Kaká 49’ | Marcatori | 59’ Boerrigter |

### Europa League

#### Fase a eliminazione diretta
| Arbitro: | Stanislav Todorov |

|                                |           |  |
| Alderweireld 27’ Van Rhijn 49’ | Marcatori |  |

| Arbitro: | Paolo Tagliavento |

|                                   |                      |                                  |
| Latovlevici 38’ Chiricheș 76’     | Marcatori            |                                  |
| Rusescu Nikolić Filip Latovlevici | Tiri di rigore 4 – 2 | Eriksen Schøne de Jong Moisander |

### Coppa d'Olanda
| Arbitro: | Kevin Blom |

|  |           |                                     |
|  | Marcatori | 74’, 90+3’ Altidore 88’ Guðmundsson |

## Statistiche

### Statistiche di squadra
| Competizione         | Punti | Totale | Totale | Totale | Totale | Totale | Totale |
| Competizione         | Punti | G      | V      | N      | P      | Gf     | Gs     |
| -------------------- | ----- | ------ | ------ | ------ | ------ | ------ | ------ |
| Eredivisie           | 76    | 34     | 22     | 10     | 2      | 83     | 31     |
| KNVB beker           | -     | 5      | 4      | 0      | 1      | 12     | 3      |
| Johan Cruijff Schaal | -     | 1      | 0      | 0      | 1      | 2      | 4      |
| Champions League     | 4     | 6      | 1      | 1      | 4      | 8      | 16     |
| Europa League        | -     | 1      | 1      | 0      | 1      | 2      | 2      |
| Totale               |       | 47     | 28     | 11     | 9      | 107    | 56     |